# فيتامين ب 3
فيتامين ب 3 ، الذي يشار إليه بالعامية باسم النياسين ، هو عائلة فيتامينات تحتوي على ثلاثة أشكال أو فيتامينات : النياسين (حمض النيكوتينيك) والنيكوتيناميد (النياسيناميد) والنيكوتيناميد ريبوسيد . يتم تحويل جميع أشكال فيتامين ب 3 الثلاثة داخل الجسم إلى نيكوتيناميد الأدينين دي النوكليوتيد (NAD). NAD مطلوب لحياة الإنسان ولا يستطيع الناس جعله داخل أجسامهم دون فيتامين ب 3 أو التربتوفان . تم تحديد نيكوتيناميد ريبوسيد كشكل من أشكال فيتامين ب3 في عام 2004.
يمكن تصنيع النياسين (مغذي) بواسطة النباتات والحيوانات من الحمض الأميني التربتوفان. يتم الحصول على النياسين في النظام الغذائي من مجموعة مختلفة من الأطعمة الكاملة والمعالجة ، مع أعلى محتوى في الأطعمة المعلبة المدعمة واللحوم والدواجن والأسماك الحمراء مثل التونة والسلمون ، وكميات أقل من المكسرات والبقوليات والبذور. يستخدم النياسين كمكمل غذائي لعلاج البلاجرا ، وهو مرض يسببه نقص النياسين. تشمل علامات وأعراض البلاجرا آفات الجلد والفم وفقر الدم والصداع والتعب. تفرض العديد من الدول إضافته إلى دقيق القمح أو الحبوب الغذائية الأخرى ، مما يقلل من خطر الإصابة بالبلاجرا.
أميد نيكوتيناميد (نياسيناميد) هو أحد مكونات أنزيمات نيكوتيناميد أدينين ثنائي النوكليوتيد (NAD) و نيكوتيناميد فوسفات الأدينين ثنائي النوكليوتيد (NADP +). على الرغم من أن النياسين والنيكوتيناميد متطابقان في نشاط الفيتامينات ، إلا أن النيكوتيناميد ليس له نفس التأثيرات الدوائية أو المعدلة للدهون أو الآثار الجانبية مثل النياسين ، أي عندما يأخذ النياسين مجموعة الأميد ، فإنه لا يقلل الكوليسترول ولا يسبب تورد. يوصى باستخدام النيكوتيناميد كعلاج لنقص النياسين لأنه يمكن تناوله بكميات علاجية دون التسبب في التنظيف ، والذي يعتبر تأثيرًا سلبيًا. في الماضي ، كان يشار إلى المجموعة بشكل طليق باسم مركب فيتامين ب 3 .

## آلية العمل
يتم استعمال نيكوتيناميد الأدينين ثنائي النوكليوتيد (NAD) ، جنبًا إلى جنب مع متغير الفوسفور النيكوتيناميد الأدينين ثنائي النوكليوتيد (NADP) ، في تفاعلات النقل داخل إصلاح الحمض النووي وتعبئة الكالسيوم. يلعب NAD أيضًا دورًا مهمًا في التمثيل الغذائي البشري ، حيث يعمل بمثابة أنزيم في كل من تحلل السكر ودورة كريبس .

## نقص فيتامين

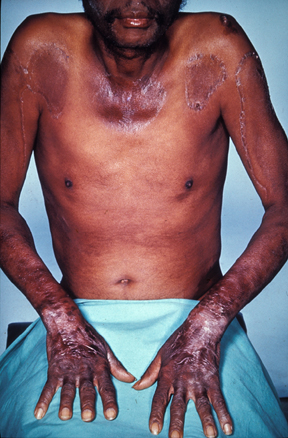
رجل مصاب بالبلاجرا ، والذي ينتج عن نقص مزمن في فيتامين ب _{3} في النظام الغذائي

النقص الحاد في فيتامين ب 3 يؤدي في النظام الغذائي إلى مرض البلاجرا ، الذي يتسم بالإسهال والتهاب الجلد الحساس للشمس الذي يشمل فرط تصبغ وسماكة الجلد (انظر الصورة) والتهاب الفم واللسان والهذيان والخرف ، والموت إذا ترك دون علاج . تشمل الأعراض النفسية الشائعة التهيج وضعف التركيز والقلق والتعب وفقدان الذاكرة والأرق واللامبالاة والاكتئاب. الآليات الكيميائية الحيوية للتنكس العصبي الملحوظ الناجم عن النقص ليست مفهومة جيدًا ، ولكنها قد تستند إلى أ) شرط نيكوتيناميد الأدينين ثنائي النوكليوتيد (NAD +) لقمع تكوين مستقلبات التربتوفان السامة للأعصاب ؛ ب) تثبيط توليد ATP في الميتوكوندريا مما يؤدي إلى تلف الخلايا ؛ ج) تنشيط مسار بوليميريز بولي ادينين دي فوسفات (ADP-ribose) (PARP) ، حيث أن PARP هو إنزيم نووي يشارك في إصلاح الحمض النووي ، ولكن في حالة عدم وجود NAD + يمكن أن يؤدي إلى موت الخلية ؛ D) انخفاض تخليق عامل التغذية العصبية المشتق من الدماغ أو مستقبله التروبوميوسين كيناز ب ؛ أو ، ه) التغييرات في التعبير الجيني مباشرة بسبب نقص النياسين.
قل ما يُلاحظ نقص النياسين في البلدان المتقدمة ، ويرتبط عادةً بالفقر أو سوء التغذية أو سوء التغذية الثانوي لإدمان الكحول المزمن. كما أنه يميل إلى الحدوث أيضًا في المناطق الأقل نموًا حيث يأكل الناس الذرة كغذاء أساسي ، حيث أن الذرة هي الحبوب الوحيدة التي تحتوي على نسبة منخفضة من النياسين القابل للهضم. تقنية طهي تسمى نيكستمالايزيشن ، أي المعالجة المسبقة بالمكونات القلوية ، تزيد من التوفر البيولوجي للنياسين أثناء إنتاج دقيق الذرة أو الدقيق. لهذا السبب ، فإن الأشخاص الذين يستهلكون الذرة مثل التورتيلا أو الهوميني هم أقل عرضة للإصابة بنقص النياسين.
لعلاج النقص ، توصي منظمة الصحة العالمية (WHO) بإعطاء النياسيناميد (أي نيكوتيناميد) بدلاً من النياسين ، لتجنب الآثار الجانبية التي يسببها هذا الأخير عادةً. تشير الإرشادات إلى استخدام 300 ملج / يوم لمدة ثلاثة إلى أربعة أسابيع. يظهر الخرف والتهاب الجلد تحسنًا خلال أسبوع. نظرًا لاحتمال وجود نقص في فيتامينات ب الأخرى ، توصي منظمة الصحة العالمية بتناول فيتامينات متعددة بالإضافة إلى النياسيناميد.
داء هرتنب هو اضطراب غذائي وراثي يؤدي إلى نقص النياسين. تمت تسميته على اسم عائلة إنجليزية تعاني من اضطراب وراثي أدى إلى فشل في امتصاص الحمض الأميني الأساسي التربتوفان ، حيث كان التربتوفان مقدمة لتخليق النياسين. تتشابه الأعراض مع البلاجرا ، بما في ذلك الطفح الجلدي الأحمر المتقشر والحساسية لأشعة الشمس. يتم إعطاء النياسين أو النياسيناميد عن طريق الفم كعلاج لهذه الحالة بجرعات تتراوح من 50 إلى 100 ملغ مرتين في اليوم ، مع تشخيص جيد إذا تم تحديده وعلاجه مبكرًا. يعتبر تخليق النياسين أيضًا ناقصًا في المتلازمة السرطاوية ، بسبب التحويل الأيضي لسلائفه التربتوفان لتكوين السيروتونين .

### قياس حالة فيتامين
لا تعد تركيزات النياسين ومستقلبات النياسين في البلازما علامات مفيدة لحالة النياسين. يعتبر الإفراز البولي للمستقلب الميثيل N1- ميثيل-نيكوتيناميد موثوقًا وحساسًا. يتطلب القياس جمع بول على مدار 24 ساعة. بالنسبة للبالغين ، تمثل القيمة الأقل من 5.8 ميكرولتر / يوم حالة نقص النياسين وتمثل 5.8 إلى 17.5 ميكرو مول / يوم منخفضة. وفقًا لمنظمة الصحة العالمية ، فإن الوسيلة البديلة للتعبير عن البول ن1 ميثيل نيكوتيناميد N1-methyl-nicotinamide هي مجم / جم كرياتينين في مجموعة بول على مدار 24 ساعة ، مع تحديد النقص على أنه <0.5 ، منخفض 0.5-1.59 ، مقبول 1.6-4.29 ، و مرتفع> 4.3 يحدث نقص النياسين قبل ظهور علامات وأعراض البلاجرا. من المحتمل أن توفر تركيزات نيكوتيناميد الأدينين ثنائي النوكليوتيد (NAD) في كرات الدم الحمراء مؤشرًا حساسًا آخر لنضوب النياسين ، على الرغم من عدم تحديد تعريفات ناقصة ومنخفضة وكافية. أخيرًا ، يتناقص التربتوفان في البلازما عند اتباع نظام غذائي منخفض النياسين لأن التربتوفان يتحول إلى النياسين. ومع ذلك ، يمكن أيضًا أن يكون سبب انخفاض التربتوفان هو اتباع نظام غذائي منخفض في هذا الأحماض الأمينية الأساسية ، لذلك فهو غير محدد لتأكيد حالة الفيتامين.

## التوصيات الغذائية
قام المعهد الأمريكي للطب (الذي أعيد تسميته بالأكاديمية الوطنية للطب في عام 2015) بتحديث متوسط المتطلبات المقدرة (EARs) والبدلات الغذائية الموصى بها (RDAs) للنياسين في عام 1998 ، بالإضافة إلى مستويات المدخول الأعلى المسموح بها (ULs). بدلاً من RDA ، يتم تحديد المدخول الكافي (AIs) للسكان الذين لا يوجد دليل كافٍ لتحديد مستوى المدخول الغذائي الكافي لتلبية متطلبات المغذيات لمعظم الناس. (انظر الجدول).
تشير هيئة سلامة الأغذية الأوروبية (EFSA) إلى مجموعة المعلومات الجماعية على أنها القيم المرجعية الغذائية (DRV) ، مع المدخول المرجعي للسكان (PRI) بدلاً من RDA ، ومتوسط المتطلبات بدلاً من EAR. بالنسبة للاتحاد الأوروبي ، فإن الذكاء الاصطناعي و ULs لهما نفس التعريف كما هو الحال في الولايات المتحدة ، باستثناء أن الوحدات هي مليجرام لكل ميجاجول (MJ) من الطاقة المستهلكة بدلاً من ملج / يوم. بالنسبة للنساء (بما في ذلك الحوامل أو المرضعات) والرجال والأطفال ، يبلغ معدل PRI 1.6 ملغ لكل ميجاجول. نظرًا لأن التحويل هو 1 ميجا جول = 239 كيلو كالوري ، فإن الشخص البالغ الذي يستهلك 2390 سعرًا حراريًا يجب أن يستهلك 16 ملغ النياسين. هذا مشابه لـ RDAs الأمريكية (14 ملغ / يوم للنساء البالغات ، 16 ملغ / يوم للرجال البالغين).
يتم إنشاء ULs عن طريق تحديد كميات الفيتامينات والمعادن التي تسبب آثارًا ضارة ، ثم اختيار كميات الحد الأعلى التي تعتبر "الحد الأقصى من المدخول اليومي الذي من غير المحتمل أن يسبب آثارًا صحية ضارة". لا تتفق دائمًا الوكالات التنظيمية من مختلف البلدان. بالنسبة للولايات المتحدة ، 30 أو 35 ملغ للمراهقين والبالغين ، وأقل للأطفال. تم تعيين EFSA UL للبالغين في 10 ملغ / يوم - حوالي ثلث القيمة الأمريكية. بالنسبة لجميع ULs الحكومية ، ينطبق المصطلح على النياسين كمكمل يتم تناوله كجرعة واحدة ، ويقصد به أن يكون حدًا لتجنب تفاعل تدفق الجلد. وهذا يفسر لماذا بالنسبة للهيئة الأوروبية للرقابة المالية ، يمكن أن يكون المدخول اليومي الموصى به أعلى من UL.
يصف كل من DRI و DRV الكميات المطلوبة كمكافئات النياسين (NE) ، محسوبة على أنها 1 ملغ NE = 1 ملغ النياسين أو 60 ملغ من الحمض الأميني الأساسي التربتوفان. وذلك لأن الأحماض الأمينية تستخدم في تصنيع الفيتامين.
لغرض وضع العلامات على المواد الغذائية والمكملات الغذائية في الولايات المتحدة ، يتم التعبير عن الكمية في الوجبة كنسبة مئوية من القيمة اليومية (٪ DV). لأغراض وضع العلامات على النياسين ، فإن 100٪ من القيمة اليومية هي 16 ملغ. قبل 27 مايو 2016 ، كان العدد 20 عامًا mg ، تمت مراجعته لجعله يتفق مع قانون التمييز العنصري. كان الالتزام بلوائح الملصقات المحدثة مطلوبًا بحلول 1 يناير 2020 للشركات المصنعة التي تبلغ 10 دولارات أمريكية مليون أو أكثر من المبيعات السنوية للأغذية ، وبحلول 1 يناير 2021 للمصنعين ذوي مبيعات أقل من المواد الغذائية. يتم توفير جدول بالقيم اليومية القديمة والجديدة للبالغين في المرجع اليومي المدخول .